# Risposta libera
Nella teoria dei sistemi dinamici, la risposta libera o risposta ad ingresso nullo di un sistema dinamico, anche detta "risposta libera nello stato" in quanto interessa le variabili di stato del sistema, è la sua risposta quando l'ingresso è nullo, in modo che il comportamento del sistema dipende soltanto dalle condizioni iniziali. Nei sistemi lineari il principio di sovrapposizione stabilisce in particolare che è possibile scomporre l'uscita come la somma della risposta libera più la risposta forzata.

## Sistemi LTI
Si consideri un sistema dinamico lineare stazionario:
{\displaystyle \left\{{\begin{matrix}{\frac {d{\vec {x}}(t)}{dt}}=A{\vec {x}}(t)+B{\vec {u}}(t)\\{\vec {y}}(t)=C{\vec {x}}(t)+D{\vec {u}}(t)\end{matrix}}\right.\,}
in cui {\displaystyle A}, {\displaystyle B}, {\displaystyle C} e {\displaystyle D} sono matrici costanti caratteristiche del modello matematico del sistema studiato, {\displaystyle {\vec {x}}(t)\in \mathbb {R} ^{n}} rappresenta il vettore delle variabili di stato, {\displaystyle {\vec {u}}(t)\in \mathbb {R} ^{q}} il vettore degli ingressi e {\displaystyle {\vec {y}}(t)\in \mathbb {R} ^{p}} il vettore delle uscite. La matrice {\displaystyle A} ha dimensione {\displaystyle n\times n}, {\displaystyle B} ha dimensione {\displaystyle n\times q}, {\displaystyle C} ha dimensione {\displaystyle p\times n} e {\displaystyle D} ha dimensione {\displaystyle p\times q}.
Grazie al principio di sovrapposizione è possibile scomporre la risposta di un sistema dinamico lineare come la somma della risposta libera {\displaystyle {\vec {y}}_{L}} più la risposta forzata {\displaystyle {\vec {y}}_{F}}:
{\displaystyle {\vec {y}}(t)={\vec {y}}_{L}(t)+{\vec {y}}_{F}(t)}
Nel dominio della trasformata di Laplace:
{\displaystyle L[{\vec {y}}(t)](s)=Y(s)=Y_{L}(s)+Y_{F}(s)=F(s){\vec {x}}(0)+G(s)U(s)}
dove {\displaystyle U} è la trasformata di {\displaystyle u} e le matrici {\displaystyle F} e {\displaystyle G} sono date da:
{\displaystyle F(s)=C(sI-A)^{-1}\qquad G(s)=C(sI-A)^{-1}B+D}
Il termine {\displaystyle Y_{L}} è lineare rispetto a {\displaystyle {\vec {x}}(0)} e rappresenta la risposta del sistema quando l'ingresso è nullo: lo stato del sistema dipende quindi linearmente dallo stato iniziale {\displaystyle {\vec {x}}(0)}. Il termine {\displaystyle Y_{F}} è la risposta del sistema quando lo stato iniziale è nullo, ed è pertanto una funzione lineare solo dell'ingresso {\displaystyle u}. {\displaystyle I} denota la matrice identità e {\displaystyle (sI-A)^{-1}} indica  l'inversa di {\displaystyle (sI-A)}.
Nell'ipotesi che la matrice {\displaystyle A} sia diagonalizzabile con autovalori reali la risposta libera nello stato risulta:
{\displaystyle {\vec {x}}_{l}(t)=Pe^{\Lambda (t-t_{0})}P^{-1}{\vec {x}}(t_{0})}
dove le colonne della matrice {\displaystyle P} sono gli autovettori {\displaystyle {\vec {v}}_{1},{\vec {v}}_{2},...,{\vec {v}}_{n}} di {\displaystyle A} relativi agli autovalori distinti {\displaystyle \lambda _{1},\lambda _{2},...,\lambda _{n}}; {\displaystyle P^{-1}} indica  l'inversa di {\displaystyle P} e {\displaystyle e^{\Lambda (t-t_{0})}} l'esponenziale della matrice diagonale degli autovalori.
Posto {\displaystyle t_{0}=0} si può scrivere:
{\displaystyle {\vec {x}}_{l}(t)=\left({\begin{array}{cccc}v_{11}&v_{21}&\cdots &v_{n1}\\v_{12}&v_{22}&\cdots &v_{n2}\\\vdots &\vdots &\vdots &\vdots \\v_{1n}&v_{2n}&\cdots &v_{nn}\\\end{array}}\right)\left({\begin{array}{cccc}e^{\lambda _{1}t}&0&\cdots &0\\0&e^{\lambda _{2}t}&\cdots &0\\\vdots &\vdots &\vdots &\vdots \\0&0&\cdots &e^{\lambda _{n}t}\\\end{array}}\right)\left({\begin{array}{c}\alpha _{1}(0)\\\alpha _{2}(0)\\\vdots \\\alpha _{n}(0)\\\end{array}}\right)}
dove {\displaystyle \alpha _{i}(0)} è il prodotto della riga i-esima della matrice {\displaystyle P^{-1}} per lo stato iniziale x(0).
Sviluppando i prodotti matriciali si ottiene:
{\displaystyle {\vec {x}}_{l}(t)=\sum _{i=1}^{n}\alpha _{i}(0)e^{\lambda _{i}t}{\vec {v}}_{i}}
La funzione {\displaystyle \alpha _{i}(0)e^{\lambda _{i}t}{\vec {v}}_{i}} viene detta modo aperiodico i-esimo. Un modo si dice eccitato se compare nella risposta libera nello stato.
La risposta libera si può quindi esprimere come la sovrapposizione di più modi. In particolare, si nota che nell'ipotesi che lo stato iniziale {\displaystyle {\vec {x}}(0)} coincide con l'autovettore {\displaystyle \alpha _{i}(0){\vec {v}}_{i}} allora si ha:
{\displaystyle P^{-1}{\vec {x}}(0)=P^{-1}{\alpha }_{i}(0){\vec {v}}_{i}=\left({\begin{array}{c}0\\\vdots \\0\\{\alpha }_{i}(0)\\0\\\vdots \\0\\\end{array}}\right)}
e quindi soltanto il modo i-esimo risulta eccitato. Pertanto la traiettoria è la retta individuata dall'autovettore {\displaystyle v_{i}}